# Italo-somali
Gli italo-somali sono gli italiani nati o residenti in Somalia per molti anni, e i loro discendenti (da non confondersi con i somali in Italia o somali italiani).

## Storia

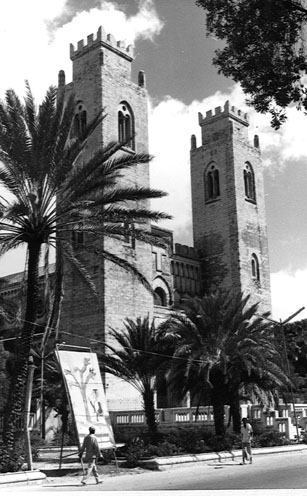
Cattedrale di Mogadiscio (1928)

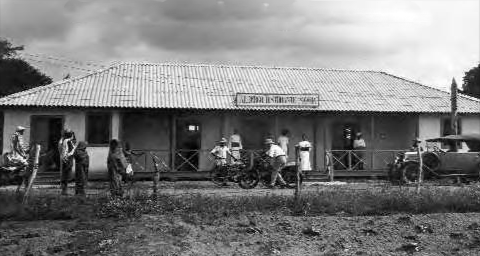
L'albergo del Villaggio Duca degli Abruzzi nel 1938

I primi coloni italiani si stabilirono in Somalia alla fine del XIX secolo. Ma solo dopo la prima guerra mondiale il loro numero raggiunse il migliaio di abitanti, concentrati principalmente a Mogadiscio e a Merca, nella costa del Benadir.
L'emigrazione italiana in Somalia fu limitata inizialmente a soli uomini e pochissime famiglie. Con l'avvento del fascismo iniziò una politica di colonizzazione in cui molte centinaia di famiglie italiane si trapiantarono nelle aree agricole del Villaggio Duca degli Abruzzi (detto anche "Villabruzzi", oggi Jowhar)..
Il "Villaggio Duca degli Abruzzi" si trovava a soli 50 km a nord di Mogadiscio, in una vallata fertile vicino all'Uebi Scebeli, e fu collegato alla capitale con una ferrovia (ora disattivata). 
Villabruzzi, fondato nel 1920 dal duca Luigi Amedeo di Savoia-Aosta come colonia agricola, ebbe uno sviluppo notevole negli anni venti. Vi si insediarono alcune migliaia di coloni italiani nella seconda metà degli anni trenta. La cittadina divenne il centro agricolo principale della Somalia italiana durante il fascismo, con una modesta industria alimentare collegata.
Dopo la seconda guerra mondiale i coloni italiani furono costretti ad andarsene e la zona fu lasciata incolta, perdendo il suo potenziale agricolo, specialmente dopo l'inizio della guerra civile in Somalia nel 1991. Vi abitano ancora oltre 200 italo-somali, discendenti di coloni italiani e madri somale.
Un'altra area sviluppata da coloni italiani (originari di Torino) fu Genale, vicino alla foce del fiume Giuba. La colonia agricola, promossa dal governatore De Vecchi, fu importante come centro produttivo di cotone e, dopo il 1931, di banane.
La riconquista della Somalia, che portò alla stabilizzazione dei confini della colonia negli anni venti, avvenne sotto il governatorato di Cesare Maria De Vecchi di Val Cismon. In questo periodo il governo italiano iniziò ad organizzare i centri abitati, trascurati da almeno un quinquennio. Il territorio venne diviso nelle regioni dell'Oltre Giuba, Benadir e Somalia settentrionale, con commissariati e residenze dotate di una certa autonomia amministrativa. Le entrate della colonia, anche se non rilevanti, finanziarono un programma di opere pubbliche che permise il completamento della ferrovia Mogadiscio-Villaggio Duca degli Abruzzi, la risistemazione della rete stradale (inclusa la costruzione della "strada imperiale" tra Mogadiscio ed Addis Abeba) e la costruzione di una diga funzionale alla realizzazione del porto di Mogadiscio. 
Nel 1930 c'erano 22.000 italiani in Somalia, dei quali 10.000 residenti nella capitale Mogadiscio, dove vi erano alcune piccole industrie manifatturiere. Altre comunità di italo-somali si trovavano anche a Merca, Itala, Baidoa e Chisimaio.
La nuova città si sviluppò attraverso isolati dotati di grandi superfici di verde, mentre il nucleo indigeno di Scingani si avviò a un progressivo degrado fino a portare a un progetto di sventramento e demolizione. Nello stesso anno il governo della colonia aveva sollecitato l'I.N.C.I.S. a costruire una decina di case per funzionari residenti, assegnando sette lotti a ovest di Scingani, tra il Viale Littorio e il Lungomare, dove, secondo le previsioni del piano si sarebbe dovuta sviluppare la nuova città. Nonostante esistesse il progetto di un quartiere di villette, elaborato l'anno precedente dall'ingegner Bernardino Polcaro, l'I.N.C.I.S. utilizzò i progetti di Vincenzo Gregoretti, un tecnico residente a Mogadiscio, costruendo una decina di case singole con giardino che servirono come modello negli anni successivi. Le richieste di alloggi da parte di funzionari e coloni erano alte, ma si fece ben poco per soddisfarle, fino a quando il nuovo governatore Maurizio Rava rese disponibili per gli italiani residenti dei nuovi lotti a est di Scingani, nei quali si sviluppò, all'interno di una sorta di città-giardino, un'edilizia spontanea contraddistinta da case basse con copertura a terrazzo, secondo la tradizione locale che teneva conto dei terreni instabili e soggetti a infiltrazioni d'acqua.»
Nel 1934, in occasione della visita del re Vittorio Emanuele III a Mogadiscio, la città si arricchì di due opere di Carlo Enrico Rava, l'Arco di Trionfo e l'albergo “Croce del Sud”, che furono tra i migliori contributi dell'architettura moderna nella Somalia.
Durante la guerra d'Etiopia Mogadiscio ebbe un ruolo di primo piano come testa di ponte per le operazioni militari sul fronte sud. Dopo la proclamazione dell'impero, la città, che poteva contare sulla presenza della S.A.I.S. e dell'industria cotoniera, divenne una meta per iniziative imprenditoriali. La sua popolazione si era accresciuta notevolmente e nel 1936 contava ufficialmente 50.000 abitanti, di cui 20.000 metropolitani residenti (il 40% della popolazione della città); nello stesso anno erano in tutto 50.000 i coloni italiani nella Somalia italiana (il 5% della popolazione del territorio). Nel marzo 1940 vivevano a Mogadiscio oltre 30.000 italiani, che rappresentavano il 33% della popolazione totale della città (90.000 residenti). Frequentavano le scuole italiane locali che le autorità coloniali avevano aperto.
L'inizio della seconda guerra mondiale interruppe tutti i progetti mussoliniani per la Somalia.
Il numero degli italiani cominciò a declinare a causa della sconfitta italiana in A.O.I. nel 1941 e, al momento dell'indipendenza somala nel 1960, si era ridotto a meno di 10.000 abitanti.
Dal 1950 al 1960 il governo di Roma controllò amministrativamente l'ex colonia, che ebbe un notevole sviluppo socioeconomico, di cui si giovarono anche i rimanenti 10.000 italo-somali. Il 1º luglio 1960 la Repubblica di Somalia raggiunse l'indipendenza. 
Negli anni cinquanta e primi sessanta la Somalia fu molto influenzata dalla comunità italiana, al punto che la lingua italiana era parlata comunemente dai ceti dirigenti somali e la lingua somala adottò l'alfabeto latino. 
Durante la dittatura di Siad Barre la Somalia entrò in guerra con l'Etiopia e quindi precipitò in una guerra civile da cui stenta a riprendersi. Molti cattolici sono stati perseguitati ed uccisi, come il vescovo di Mogadiscio Salvatore Colombo e la suora missionaria Leonella Sgorbati, e finanche la cattedrale cattolica di Mogadiscio è stata distrutta.
Già nel 1989 gli italo-somali erano appena un migliaio, dediti quasi tutti al commercio e ad attività del terziario. Ma solo poche decine di vecchi coloni restavano, principalmente a Mogadiscio, dopo l'inizio della guerra civile in Somalia negli anni novanta.
Quasi tutti i membri della residua comunità italiana hanno lasciato la Somalia dopo il 1992.
Nel 2007 gli italiani registrati come residenti in Somalia erano 15, divisi in 11 famiglie. Nel 2010 si erano ridotti a 4 persone.
| 1914                                                     | 1.000  | 365.300   | 0,27% |
| 1930                                                     | 22.000 | 1.021.000 | 2,15% |
| 1940                                                     | 50.000 | 1.150.000 | 4,35% |
| 1960                                                     | 10.000 | 2.230.000 | 0,45% |
| 1989                                                     | 1.000  | 6.089.000 | 0,02% |
| 2010                                                     | 4      | 9.359.000 | 0%    |
| La popolazione italo-somala in Somalia, dal 1914 al 2010 |        |           |       |